# 地球侵略!ダバダバ大戦
『地球侵略!ダバダバ大戦』（ちきゅうしんりゃく!ダバダバたいせん）は、フジテレビ系列で放送されたクイズバラエティ番組である。第2回以降は『地球侵略クイズ!－』と番組名が改められている。また、派生番組の『地球侵略バトル!DDI選手権〜宇宙人が勝手に考えた新しい競技〜』についても述べる。

## 概要
クイズによって地球侵略（ダバダバ星人が勝った場合、地球の南半球を頂く）を目論んでいるダバダバ星人と地球防衛軍の攻防戦、という設定で2チームが対戦する。番組の要所には、その設定を象徴した特撮シーンも挿入される。
キャプテンとして今田耕司が出演していることや、正義のチームVS悪のチームで脳トレクイズを行うなど一時期の『脳内エステ IQサプリ』と似た部分がある。

## 放送日時

### 第1回
- フジテレビ: 2011年1月10日 15:00 - 15:57 (チャンネルα枠)

### 第2回
- フジテレビ: 2011年3月29日 24:35 - 25:35

### 第3回
- フジテレビ: 2011年6月10日 25:05 - 26:05 (SEE EGGs枠)

### DDI選手権
- フジテレビ: 2012年3月3日 25:55 - 26:55 (DO!深夜枠)

## 出演者

### 第1回
- 地球防衛軍
  - 今田次官：今田耕司…実質の地球防衛軍キャプテン
  - 眞鍋補佐官：眞鍋かをり…実質の地球防衛軍副キャプテン
  - 地球人夏川：夏川純
  - 地球人JOY：JOY
  - 地球人川島：川島章良 (はんにゃ)
  - 地球人若井：若井おさむ…ダバダバシューターの助っ人
  - 小野寺長官：小野寺昭…防衛軍の長ではあるが、高齢の為かクイズには原則参加しない。
- ダバダバ星人
  - キン博士：金田哲 (はんにゃ)…実質のダバダバ星人キャプテン
  - アミミ姫：菊地亜美 (アイドリング!!!)…実質のダバダバ星人副キャプテン
  - ダバ具志堅：具志堅用高
  - ダバ真壁：真壁刀義
  - ダバアナ加藤：加藤綾子 (フジテレビアナウンサー)…クイズのルール説明も担当。
  - ショー皇帝：庄司永建…こちらも地球防衛軍長官同様、陣営の長でありがなら、高齢を理由にクイズには参加しない。

### 第2回
- 地球防衛軍
  - 今田長官：今田耕司
  - 眞鍋補佐官：眞鍋かをり
  - 地球人寛平：間寛平
  - 地球人竹山：カンニング竹山
  - 地球人坂下：坂下千里子
  - 地球人川島：川島章良 (はんにゃ)
- ダバダバ星人
  - キン将軍：金田哲 (はんにゃ)
  - アリサ姫：杉ありさ
  - ダバ具志堅：具志堅用高
  - ダバ井森：井森美幸
  - ダバチャラ藤森：藤森慎吾 (オリエンタルラジオ)
  - ダバ小島：小島よしお
  - ダバアナ加藤：加藤綾子…進行を担当、一部ゲームにも参加
  - ショー皇帝：庄司永建…各ゲーム開始時にモニターに現れタイトルコールを行う。

### 第3回
- 地球防衛軍
  - 今田長官：今田耕司
  - 眞鍋補佐官：眞鍋かをり
  - 地球人大島：大島美幸
  - 地球人川島：川島章良 (はんにゃ)
  - 地球人土田：土田晃之
- ダバダバ星人
  - ひとり将軍：劇団ひとり
  - キン将軍：金田哲 (はんにゃ)
  - ダバ春日:春日俊彰 (オードリー)
  - ダバ芹那:芹那 (SDN48)
  - ダバ友近:友近
  - ダバアナ加藤：加藤綾子…進行を担当、一部ゲームにも参加
  - ダバ皇帝：2Dイラストのキャラクター、モニターで指示を行う。

### DDI選手権
- 地球防衛軍
  - 今田長官：今田耕司
  - 小森隊員：小森純
  - JOY隊員：JOY
- ダバダバ星人
  - 藤井将軍：藤井隆
  - ダバ菜々緒：菜々緒
  - ダバ小島:小島よしお
  - ダバアナ生野：生野陽子…進行を担当
  - ダバ皇帝：2Dイラストのキャラクター、モニターで指示を行う。

### ナレーター
- 今村卓博…問題読みとVTRによるルール説明を担当。

## ルール
- ヒラメキや頭の回転の早さなどが要求される数種類のクイズで対戦。合計ポイントが多かった方の勝利。
- 初回では各クイズで敗退したメンバーは、以降のクイズには参加できない（番組ではこれを「ドロップアウト制」と称している。）。更に罰ゲームとして、身体を頭部以外全てクロマキーで消されて、ショー皇帝のペット小屋へ収監された上に、（CG加工で）醜い動物の姿にされてしまう。
- 初回と第2回は正解や勝利ごとに得点が加算、第3回は1ゲームごとに正解数の多いチーム・ミスの少ないチームに100点加算される。どちらも総得点の高いチームの勝利。

DDI選手権のルール
- 得点を競うルールは同じだか、クイズではなく「ダバダバ星人が地球人の生態を見て考えた」という設定のゲームに挑む。なお、タイトルの「DDI」は「DAVA DAVA INVADING」の略。

## クイズの種類
ダバダバスピーダー
4VS4で行う早押しなぞなぞクイズ、1問正解で勝ち抜け、不正解の場合はスターフィッシャー（着ぐるみの怪人）にハリセンで頭を叩かれる。1抜け100点、以下80点、70点、50点、30点、20点、10点がチームに加算される。最後まで残った1人が体を消されてしまう。
ダバダバシューター
全ての回で行われているクイズ。各チーム2人が挑戦するクイズ。交互に相手2人のうちどちらかを指名し選択した問題を出題。正解すれば1問につき30点加算。不正解なら相手チームからのダバダバガン（バズーカでソフトボールを発射している。）を受けヒットするとその部分の体が消されてしまう。（実際は胴体が3分の1ずつはがれる布をつけて挑み、ヒットと同時にはがしてクロマキーにより見えなくさせる。2枚の間に当ればダブルヒットとなる。）、先に相手チーム2人を消したチームの勝利となりさらに100点加算。問題の種類は以下の通り。
ハイド
指定された単語に隠されているもう一つの単語を答える。
例）萩本欽一の中に隠れている鳥は?→トキ（ハギモトキンイチ）
例）松下奈緒の中に隠れている食べ物は?→ハム（松の字を解体するとハムになる）
チェンジ
指定された単語のうち1文字を変えてお題の単語にする。
ナゾーン
通常のなぞなぞ問題。
第2回は体が3ヶ所から2ヶ所に減少、正解時の得点が50点に増加。問題もナゾーン固定となった。また、正解した場合は返り討ちとして出題者の体が消される。
第3回ではルールは第2回と同様、問題は間違い探し（絵が回転する間やズーム後に変わっている場所を対象者2人が早押しで解答、誤答ペナルティなし）となった。4人中2人が消えた時点で終了、残った数の多いチームに100点加算。同数の場合はドローとなる。
ダバダバラッカーコロシアム
1VS1の対決。強力ゴムを装着し、小型モニターとムチを持った状態で対決する。小型モニターに問題が出題され早押しで解答。1問正解につき50点加算され、相手がつけている強力ゴムが50cm引っ張られる。また、モニターに見入ってる間に相手にムチで叩かれてもゴムが引っ張られる。相手がゴムに耐え切れず宇宙に落下した時点で勝利となり200点加算。
ダバダバジュンバーン
第2回から登場。全員参加の早押しクイズ。4つの物が順番に並んでおり、何の順番かを答える。第2回は1問正解で50点加算、第3回は正解数の多いチームに100点加算。
例）バスケットボール→バレーボール→野球→サッカー
答）1チームの人数が順に多くなる。（バスケ：5人、バレー：6人、野球：9人、サッカー：11人）
第2回では不正解の場合、頭上に小型ミサイルの模型を落とされる。第3回では「前回では当たらなかったことがあったから」ということで相手チーム正解時に全員に3発まとめて落とされる。
ダバダバダヨネー
第2回から登場。リズムに乗って相手チームにダバダバワード（擬音）を出題（キラキラ、ネバネバなど）。相手チームはその擬音に合った単語を答える（先ほどの場合星、納豆など）。つっかえる、リズムに乗れなくなる、擬音と単語が合っていない、擬音として成立していないものはアウトとなり相手チームに50点が加算。また、ミスした人にコールドガスが噴射される。また、判定の際に「ダバダバ」とコールされた場合は「大戦!」と両チーム全員が決めポーズをとらなければならない。この際タイミングがずれても相手チームに50点が加算される。過去に放送されていた日本テレビのマジカル頭脳パワーにおけるリズム系クイズの「マジカルニコニコ」に類似している。
第3回ではトータルミス数の少ないチームの勝利。
ダバダバボンバー
第2回から登場
第2回では呼び方が複数ある物の名前を3つ答える。1チーム3人が1人1つ解答し、3つ正解すればボンバー解除となり50点加算、次の問題にも挑戦できる。間違えるかタイムアップで爆発、その時点の解答者にコールドガス噴射&解答席のシャッターが閉まり失格となる。また、解答権は相手チームに移り、全て正解すればポイントと次の問題の挑戦権獲得。爆発した場合その時点の解答者が失格になり、解答権が「解放」され答えが解る者はボタンを連打、3つ目の解答を答えたチームに50点と次の問題の解答権が与えられる。失格となった者は以後参加出来ず、残された解答者のみで進行。12問限定で出題される。
例）部屋の開け閉めをするもの（○、○ア、○○ら）
答）と（戸）、ドア、とびら（扉）
第3回では長文の中に隠されている指示されたジャンルの単語を解答。ボンバーを解除したチームはダバダバルーレットによって相手チームの1人を脱落させられる（停止権はなくランダムに止まる）。間違えても即脱落にはならない。その他のルールは第2回と同じ。相手チーム全員を脱落させることができれば100点。
例）「眞鍋かをり、韓国語で記者会見」に隠されている「3つの教科」
答）理科、国語、社会（まなべかをりかんこくごできしゃかいけん）

### DDI選手権のゲーム
ダバダバケータイサーチ
1度に1人が挑戦。スタッフの部屋を模したセットの中には携帯電話が隠されており、着信音を頼りに探し出す。1台につき30秒以内に見つけ出し、電話を受けることができれば成功。携帯電話は3台隠されており、1台目を見つけると10点、2台目を見つけると30点、3台目を見つけると50点獲得。ただし、2台目以降は挑戦者にとって大事な人（自分のマネージャーや事務所のスタッフ、フジテレビのスタッフなど）が公園でかけているという設定で行われ、時間内に見つけ出せなかった場合は制裁として電話の相手がスポンジプールに落とされ粉まみれにされてしまう。なお、携帯は普通に隠されているだけでなく、取り方に一工夫が必要な場合もある。
ダバダバトラッシューター
2人1組で挑戦。まずは「丸め手」が紙を丸めてボールにし投げ手に渡す（何枚使っても構わない）。次に「投げ手」が離れた場所にあるゴミ箱へ投げ入れ、入れば成功となる。1セット4球挑戦し、1球入るたびに10点獲得。ただし、3回連続で失敗するとゴミ箱が爆発する。また、障害物として扇風機やコピー機修理の業者などが加わる場合があるが、この場合1球成功につき20点獲得。
ダバダバムカデラッシュ
チーム全員で挑戦。チーム3人にエキストラのサラリーマン2人を加えてムカデ競争の要領で駅を模したコースを進んでいく。順路は以下の通り。
1. 1人ずつICカードを認証させながら改札口を通る。ただし、自動改札機は最新型を使用しており、ゲートに入った状態でICカードを認証させてしまうとエラーが出るようになっている。エラーが出た場合は1人目からやり直し。
2. 昇り階段。
3. 箱根そばのざるそばを1人1枚完食する。ただし、1人だけきつねうどんやカツ丼など熱くて食べづらい料理が出される。
4. マネキンが多数配置された満員電車の中を通過、接触して倒してしまった場合は謝ってから元の位置に戻さなければならない。
5. 下り階段。
6. 入場同様改札口を通過。
7. 先頭がタイムカードを打った時点でクリア。

タイムレースで行い、所要時間の少ないチームの勝利。

## スタッフ
第3回放送分
- 企画：熊谷剛、濱潤
- 構成：川島浩司
- 問題作家：矢野了平
- CGデザイン・アニメーション：大森清一郎
- 演出補：谷口恵理、小段好
- FD：篠田栄一
- AP：伊藤ひろみ、原田里美、岡英朗
- ディレクター：川本良樹・池端強（ロールワン）、亀山剛志
- プロデューサー：米山範彦、高柳茂樹、緒方昌孝、坪井理紗、林田竜一（ロールワン）
- 演出：光用さやか
- 総合演出：井上晃一
- 技術協力：ニューテレス、FLT、SPOT、IMAGICA、マルチバックス、PDトウキョウ
- 制作協力：C-block
- 制作著作：フジテレビ

　過去のスタッフ
- 問題作家:水野圭祐

DDI選手権版
- 企画：宮道治朗
- 編成企画：濱潤
- 構成：海老克哉
- CGデザイン・アニメーション：大森清一郎
- 演出補：善田里奈、四方田翔平
- FD：松本健太郎（すずまる）
- AP：伊藤ひろみ、三宅裕子
- ディレクター：篠田栄一
- プロデューサー：高柳茂樹、坪井理紗
- 演出：亀山剛志
- 総合演出：井上晃一
- 美術協力：フジアール
- 技術協力：ニューテレス、FLT、SPOT、笑カンパニー
- 制作：フジテレビ
- 制作著作：C-block